# 布雷文納河
44°31′45.41″N 9°00′25.92″E / 44.5292806°N 9.0072000°E

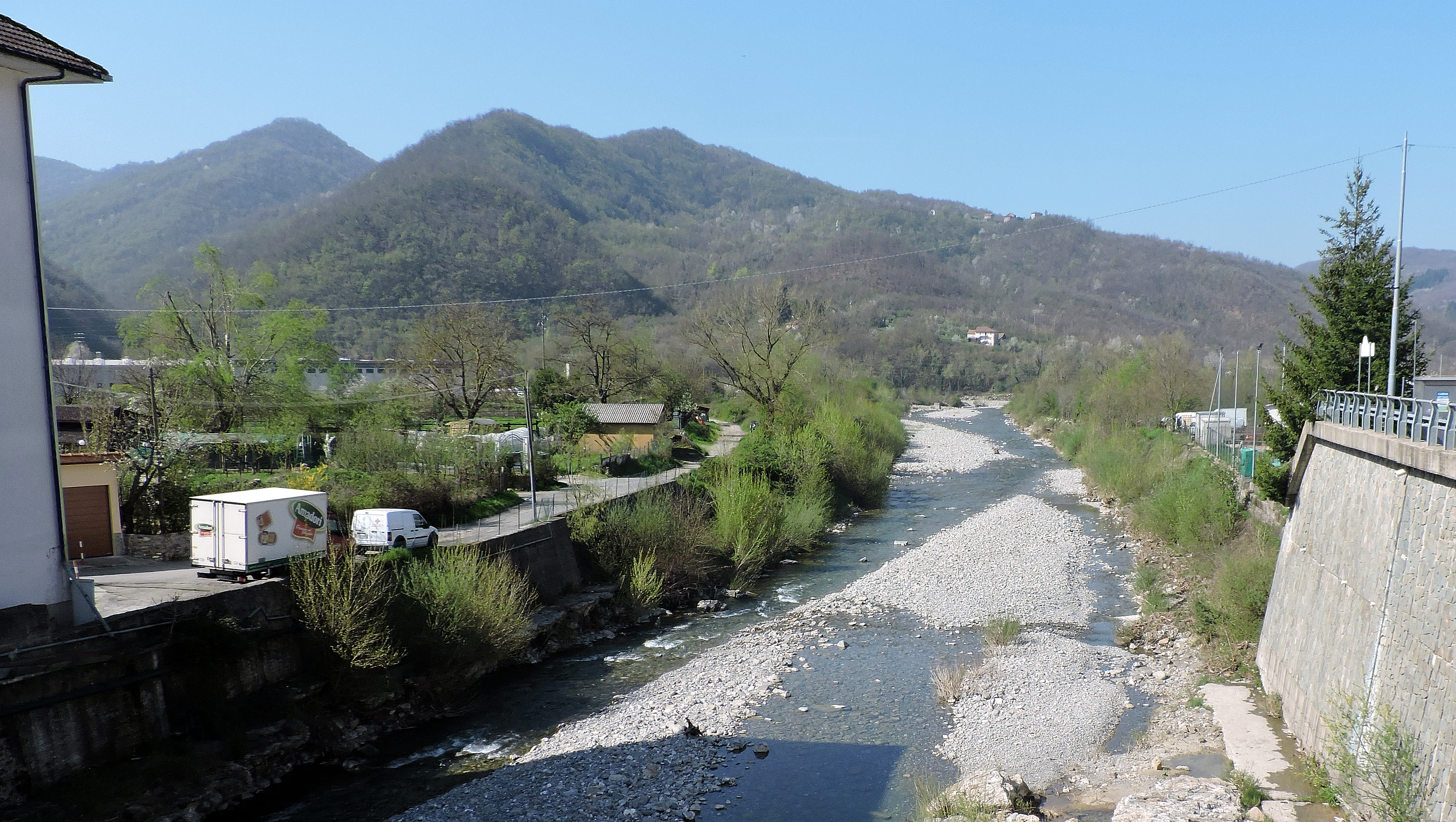

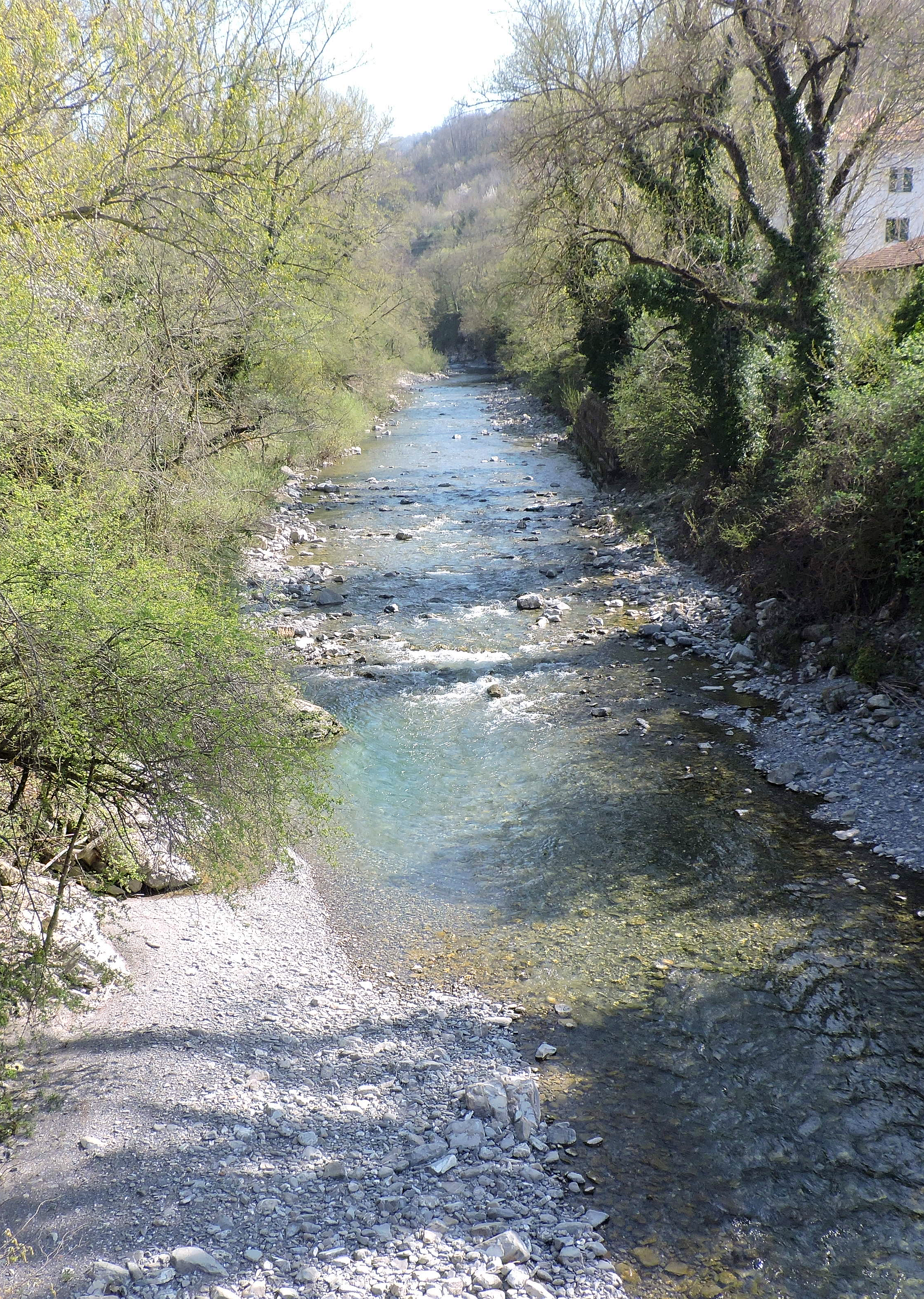

布雷文納河是意大利的河流，位於該國西北部，處於利古里亞大區，屬於斯克里維亞河的支流，河道全長16公里，流域面積57平方公里，發源自亞平寧山脈。